# Leptogorgia sarmentosa
Leptogorgia sarmentosa är en korallart som först beskrevs av Eugen Johann Christoph Esper 1791.  Leptogorgia sarmentosa ingår i släktet Leptogorgia och familjen Gorgoniidae. Inga underarter finns listade i Catalogue of Life.

## Bildgalleri

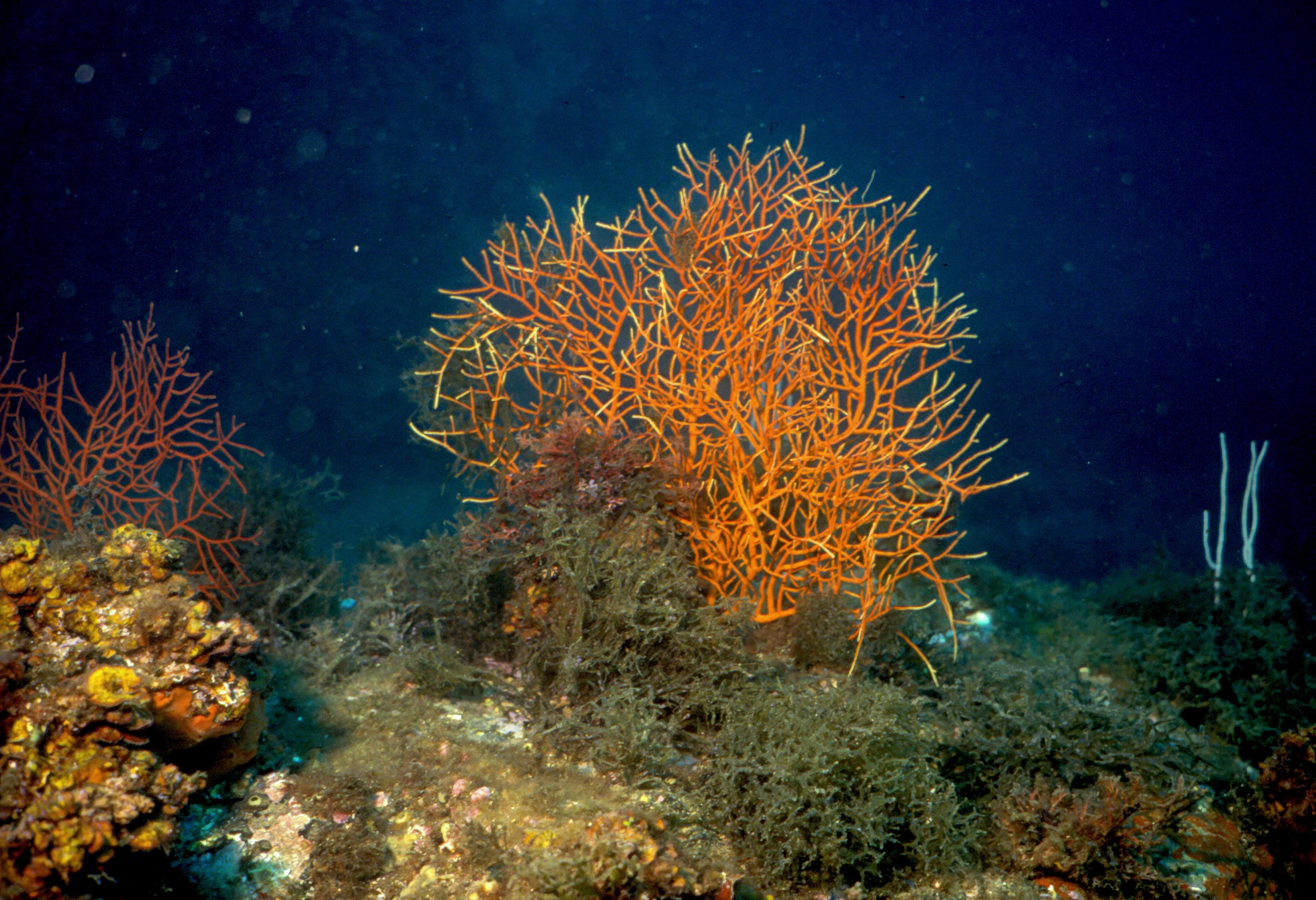
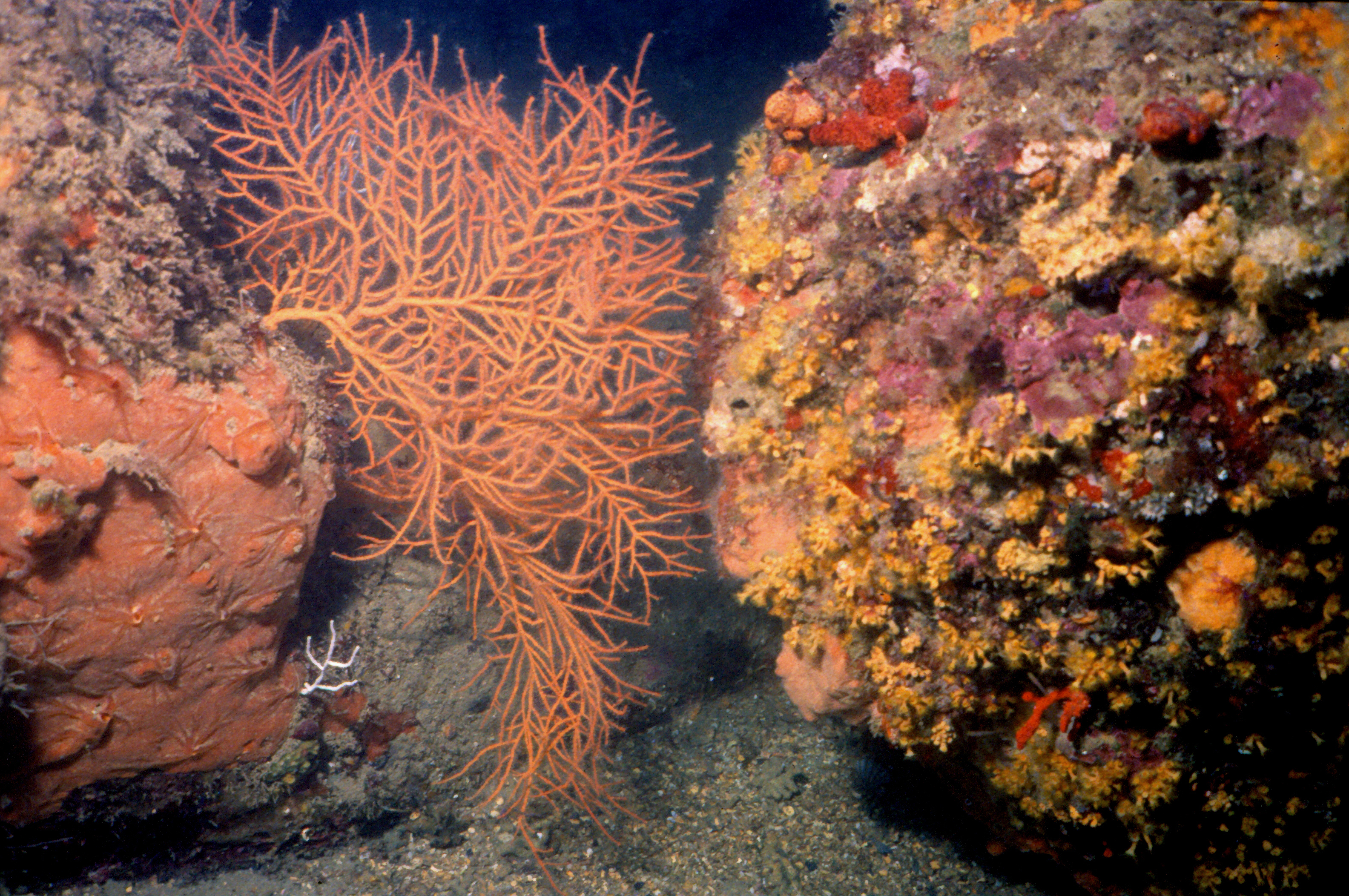
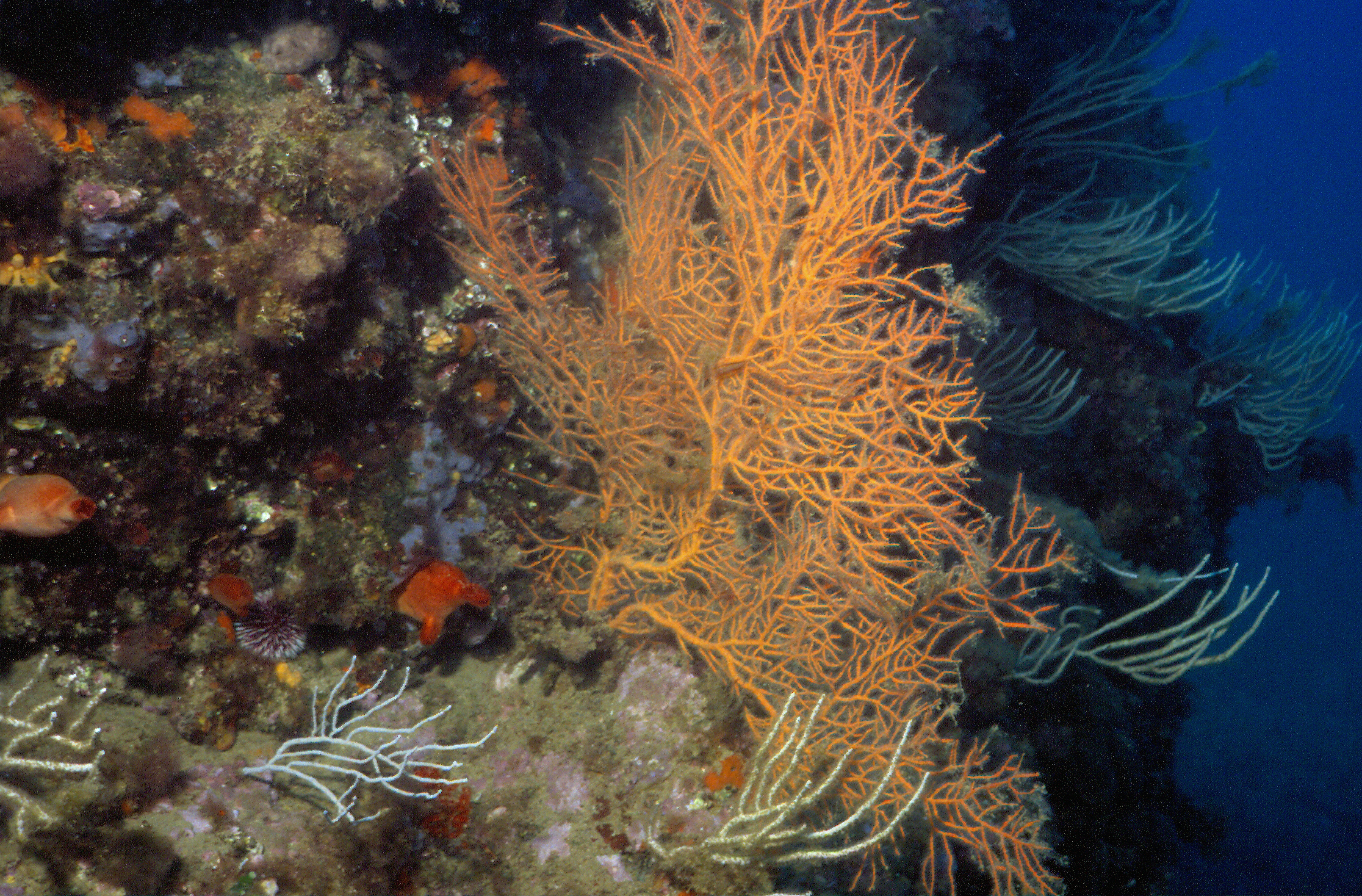
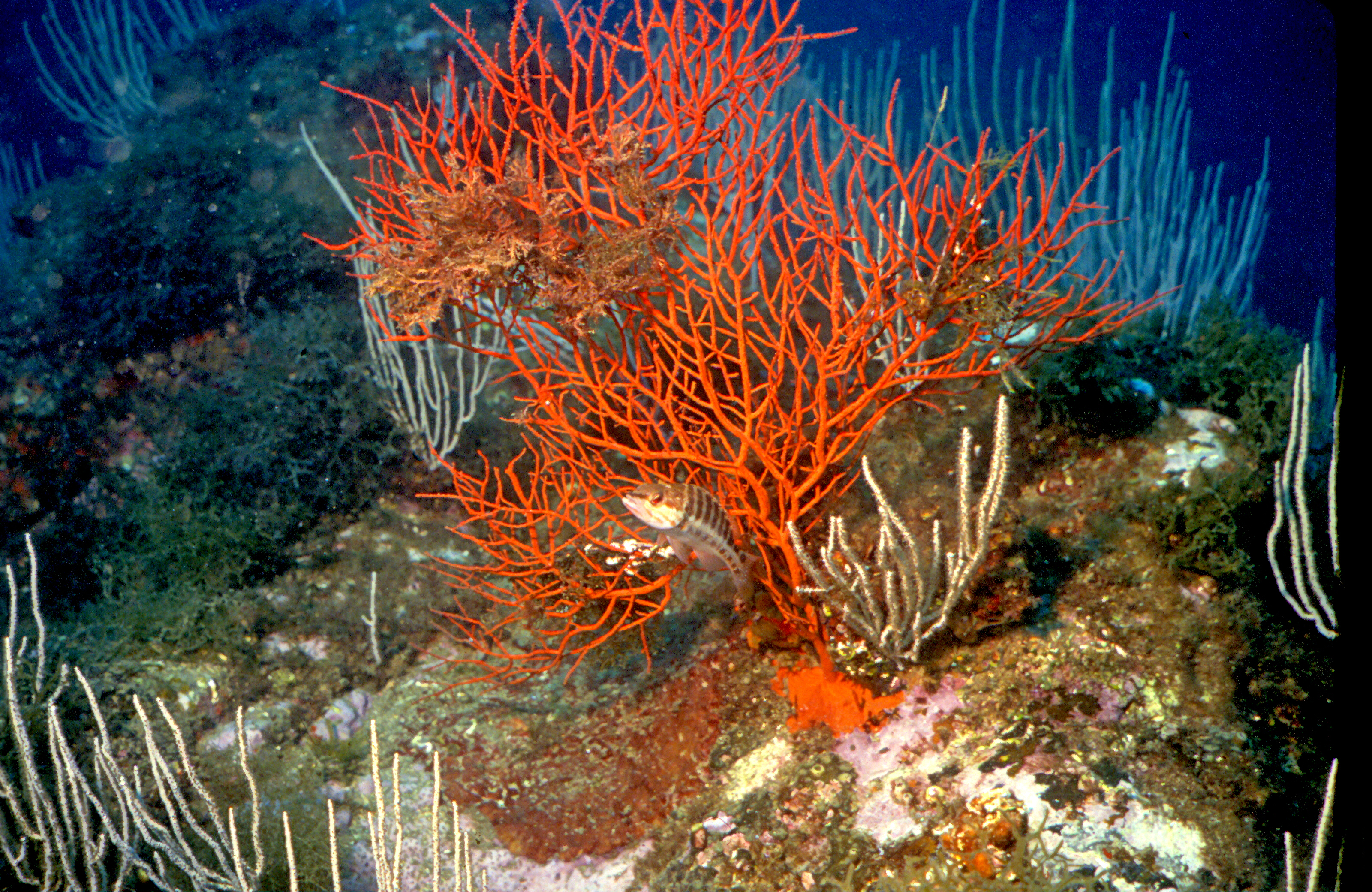
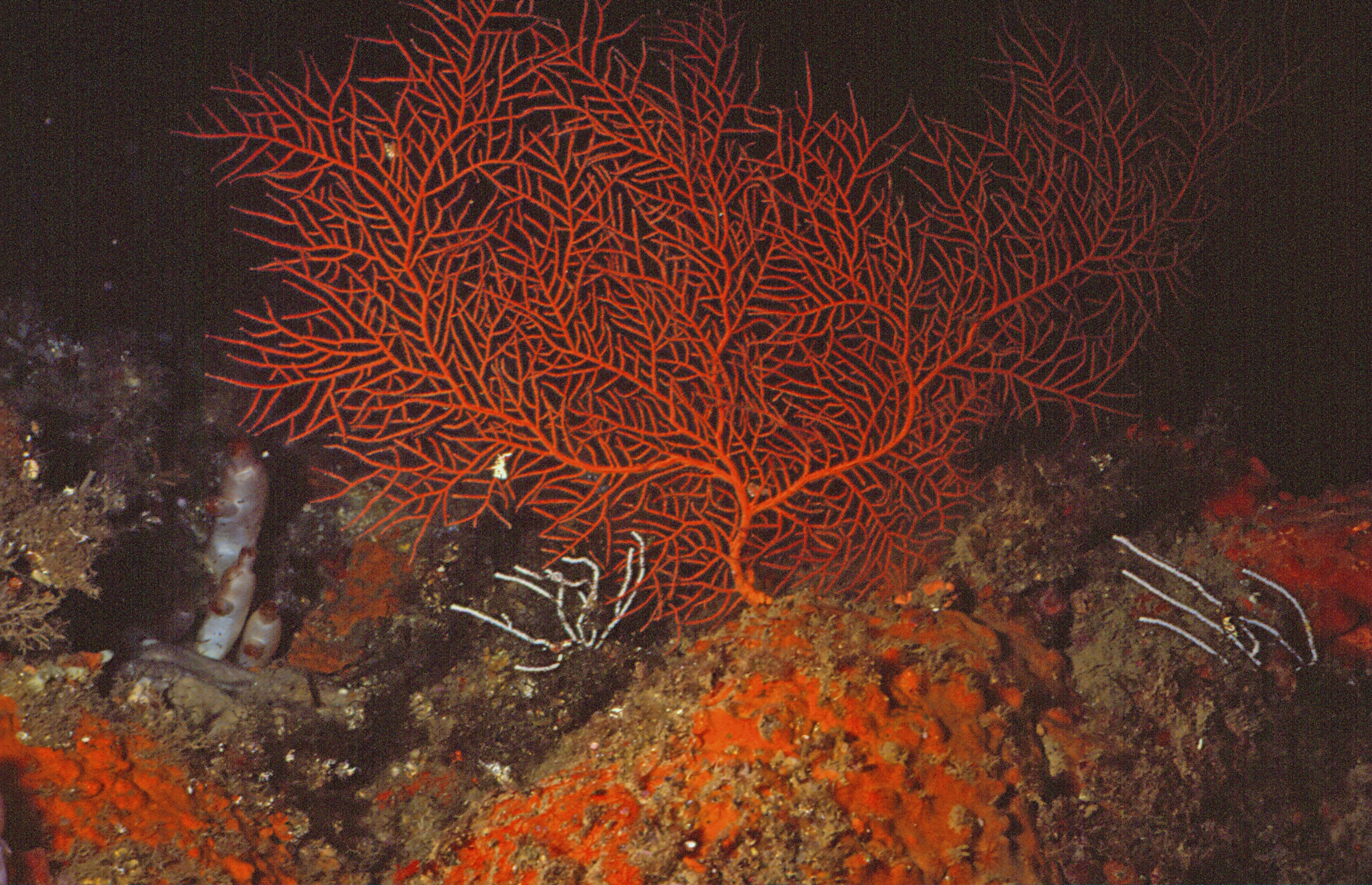